# Santissimo Redentore a Val Melaina (titolo cardinalizio)
Santissimo Redentore a Val Melaina (in latino Titulus Sanctissimi Redemptoris in Val Melaina) è un titolo cardinalizio istituito da papa Giovanni Paolo II il 26 novembre 1994. Il titolo insiste sulla chiesa del Santissimo Redentore a Val Melaina.
Dal 22 febbraio 2014 il titolare è il cardinale Ricardo Ezzati Andrello, S.D.B., arcivescovo emerito di Santiago del Cile.

## Titolari
- Ersilio Tonini (26 novembre 1994 - 28 luglio 2013 deceduto)
- Ricardo Ezzati Andrello, S.D.B., dal 22 febbraio 2014